# Étoile de Bessèges 1999
L'Étoile de Bessèges 1999, ventinovesima edizione della corsa, si svolse dal 3 al 7 febbraio su un percorso di 676 km ripartiti in 5 tappe. Fu vinta dal francese David Lefèvre della Casino davanti al tedesco Jens Voigt e al belga Andrei Tchmil.

## Tappe
| Tappa  | Data       | Percorso                            | km  | Vincitore di tappa | Leader cl. generale |
| ------ | ---------- | ----------------------------------- | --- | ------------------ | ------------------- |
| 1ª     | 3 febbraio | La Ciotat > Aubagne                 | 122 | David Lefèvre      | David Lefèvre       |
| 2ª     | 4 febbraio | Nîmes > Sète                        | 135 | Jo Planckaert      | David Lefèvre       |
| 3ª     | 5 febbraio | Alès > Les Fumades                  | 139 | Johan Verstrepen   | David Lefèvre       |
| 4ª     | 6 febbraio | Bagnols-sur-Cèze > Bagnols-sur-Cèze | 139 | Jaan Kirsipuu      | David Lefèvre       |
| 5ª     | 7 febbraio | Molières-sur-Cèze > Bessèges        | 141 | Jaan Kirsipuu      | David Lefèvre       |
| Totale | Totale     | Totale                              | 676 |                    |                     |

## Dettagli delle tappe

### 1ª tappa
- 3 febbraio: La Ciotat > Aubagne – 122 km

| Pos. | Corridore     | Squadra         | Tempo    |
| ---- | ------------- | --------------- | -------- |
| 1    | David Lefèvre | Casino          | 3h02'15" |
| 2    | Jens Voigt    | Crédit Agricole | s.t.     |
| 3    | Andrei Tchmil | Lotto           | a 3"     |

| Pos. | Corridore     | Squadra | Tempo    |
| ---- | ------------- | ------- | -------- |
| 1    | David Lefèvre | Casino  | 3h02'05" |

### 2ª tappa
- 4 febbraio: Nîmes > Sète – 135 km

| Pos. | Corridore     | Squadra | Tempo    |
| ---- | ------------- | ------- | -------- |
| 1    | Jo Planckaert | Lotto   | 3h12'22" |
| 2    | Jaan Kirsipuu | Casino  | s.t.     |
| 3    | Ján Svorada   | Lampre  | s.t.     |

| Pos. | Corridore     | Squadra | Tempo    |
| ---- | ------------- | ------- | -------- |
| 1    | David Lefèvre | Casino  | 6h14'29" |

### 3ª tappa
- 5 febbraio: Alès > Les Fumades – 139 km

| Pos. | Corridore          | Squadra | Tempo    |
| ---- | ------------------ | ------- | -------- |
| 1    | Johan Verstrepen   | Lampre  | 3h16'52" |
| 2    | Mikael Holst Kyneb | Home    | a 1"     |
| 3    | Jo Planckaert      | Lotto   | a 3"     |

| Pos. | Corridore     | Squadra | Tempo    |
| ---- | ------------- | ------- | -------- |
| 1    | David Lefèvre | Casino  | 9h31'24" |

### 4ª tappa
- 6 febbraio: Bagnols-sur-Cèze > Bagnols-sur-Cèze – 139 km

| Pos. | Corridore          | Squadra | Tempo    |
| ---- | ------------------ | ------- | -------- |
| 1    | Jaan Kirsipuu      | Casino  | 3h09'29" |
| 2    | Jean-Patrick Nazon | FDJ     | s.t.     |
| 3    | Jo Planckaert      | Lotto   | s.t.     |

| Pos. | Corridore     | Squadra | Tempo     |
| ---- | ------------- | ------- | --------- |
| 1    | David Lefèvre | Casino  | 12h40'53" |

### 5ª tappa
- 7 febbraio: Molières-sur-Cèze > Bessèges – 141 km

| Pos. | Corridore          | Squadra  | Tempo    |
| ---- | ------------------ | -------- | -------- |
| 1    | Jaan Kirsipuu      | Casino   | 3h24'33" |
| 2    | Jean-Patrick Nazon | FDJ      | s.t.     |
| 3    | Saulius Ruškys     | VC Saint | s.t.     |

| Pos. | Corridore     | Squadra         | Tempo     |
| ---- | ------------- | --------------- | --------- |
| 1    | David Lefèvre | Casino          | 16h05'26" |
| 2    | Jens Voigt    | Crédit Agricole | a 4"      |
| 3    | Andrei Tchmil | Lotto           | a 9"      |

## Classifiche finali

### Classifica generale
| Pos. | Corridore         | Squadra                          | Tempo     |
| ---- | ----------------- | -------------------------------- | --------- |
| 1    | David Lefèvre     | Casino                           | 16h05'26" |
| 2    | Jens Voigt        | Crédit Agricole                  | a 4"      |
| 3    | Andrei Tchmil     | Lotto-Mobistar                   | a 9"      |
| 4    | David Millar      | Cofidis                          | a 10"     |
| 5    | Nicolaj Bo Larsen | Team Home-Jack & Jones           | a 11"     |
| 6    | Ginés Salmerón    | Vitalicio Seguros-Grupo Generali | a 13"     |
| 7    | Jo Planckaert     | Lotto-Mobistar                   | a 43"     |
| 8    | Andy Flickinger   | Casino                           | a 55"     |
| 9    | Fabien De Waele   | Lotto-Mobistar                   | s.t.      |
| 10   | Saulius Ruškys    | VC Saint-Quentin-Oktos-MBK       | a 58"     |